# Johannes Hoffart
Johannes Hoffart (*  22. Januar 1851 in Mannheim; † 10. Juli 1921 in Berlin) war ein deutscher Bildhauer.

## Leben
Nach einer Ausbildung an der Münchener Akademie unter Joseph Knabl brachten ihn weiterführende Studien 1869/72 nach Paris und in die Niederlande. Ab 1881 lebte er wieder in München, ab 1896 war er als Bildhauer in Berlin ansässig.

## Werke

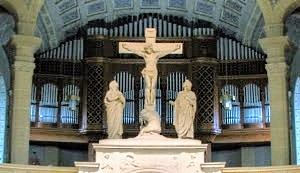
Kreuzigungsgruppe in der Mannheimer Christuskirche

Hoffart schuf für Mannheim die beiden Denkmäler Karl Friedrichs von Baden und Karl I. Ludwig  von der Pfalz vor den Flügeln des Mannheimer Schlosses, sowie eine Kolossalbüste Richard Wagners am „Richard-Wagner-Hause“. 1888/92 gestaltete er acht Bronzegruppen an einer Brunnenanlage, die als Wasserspender am Sockel der 1741 (ursprünglich 1722 im Schlosspark zu Schwetzingen) aufgestellten Figurenpyramide von Grupello auf dem Paradeplatz ausgeführt sind. Die Kolossalfigur einer Nereide für die Bekrönung des Wasserturmes (1889) stammt ebenfalls von ihm wie die Bronzegruppe „Industrie und Handel“ sowie die Bronzebüste des Oberbürgermeisters Otto Beck an dessen Grabdenkmal. Sein Hauptwerk sind wohl die Kreuzigungsgruppe und Skulpturen an der Chorwand in der Christuskirche, die auf das Jahr 1911 datieren.
In Karlsruhe schuf er eine Grabfigur aus Marmor am Albert Bürklinschen Familiengrab (1886).
In Mannheim wurde 1993 eine Straße nach Hoffart benannt.

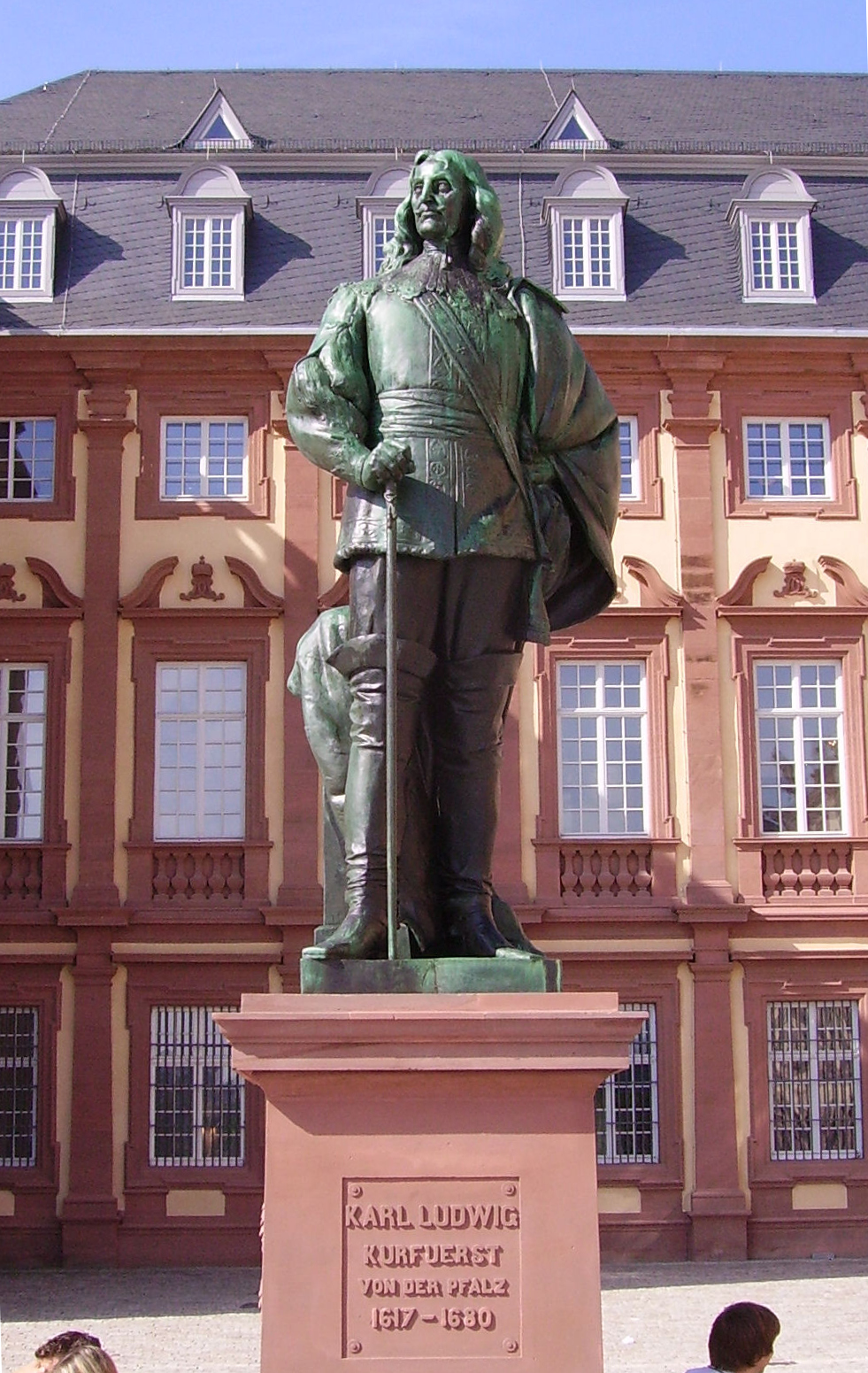
Denkmal Karl Ludwig
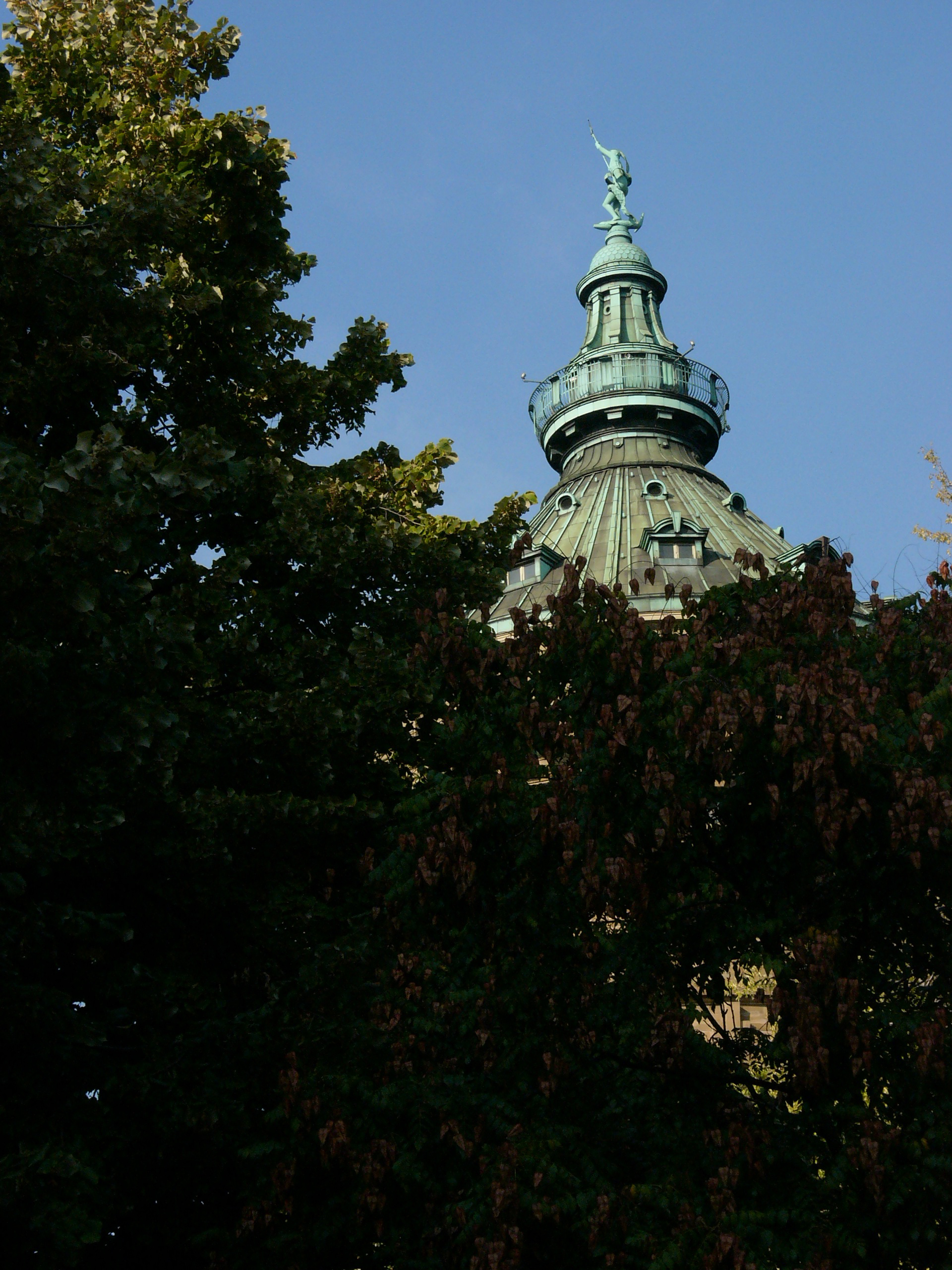
Amphitrite auf Wasserturm
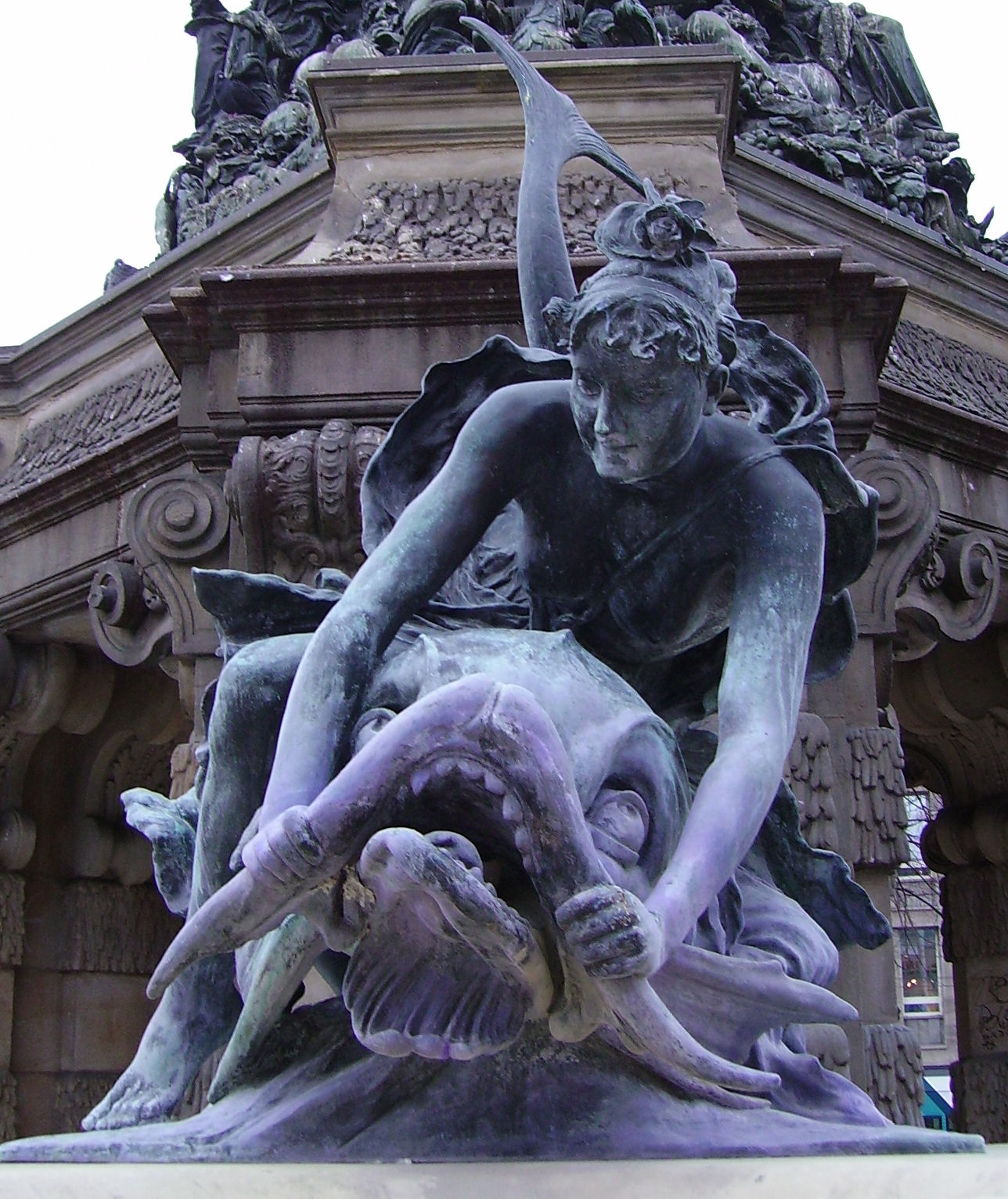
Skulptur an Grupello-Pyramide
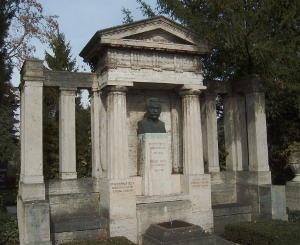
Grab von Otto Beck